# Diabli Młynek
Diabli Młynek – osada leśna w Polsce, położona w województwie opolskim, w powiecie oleskim, w gminie Radłów.
W latach 1975–1998 miejscowość należała administracyjnie do województwa częstochowskiego.